# Педро Спаярі
Педро Спаярі (порт. Pedro Spajari, 18 лютого 1997) — бразильський плавець.
Переможець Пантихоокеанського чемпіонату з плавання 2018 року.
Переможець Панамериканських ігор 2019 року.